# Lakesite
Lakesite – miasto w Stanach Zjednoczonych, w stanie Tennessee, w hrabstwie Hamilton.